# Le Dossier 51
Le Dossier 51 és una pel·lícula dramàtica francesa del 1978 dirigida per Michel Deville i basada en una novel·la de Gilles Perrault. Deville i Perrault van guanyar un premi César al millor guió original o adaptació. La pel·lícula es va projectar a la secció Un Certain Regard al 31è Festival Internacional de Cinema de Canes.
Michel Deville va veure que el guió de la pel·lícula era refusat per molts productors francesos, que li van aconsellar que abandonés el projecte. Va ser finalment Daniel Toscan du Plantier qui va acordar produir-lo a Gaumont i a les seves pel·lícules posteriors.

## Sinopsi
Un servei d'intel·ligència francès sense nom (tot i que mai no queda clar) intenta obligar un diplomàtic francès a treballar per a ells. Els seus informes construeixen la línia principal de la pel·lícula.
El llibre s'assembla a un dossier (fitxer) que conté notes, notes, transcripcions d'escoltes telefòniques, informes de despeses i correspondència entre oficines (inclosos els detalls administratius, fins i tot alguns esborranys) escrits en diversos estils personals. Tots els departaments de l'organització estan identificats per un déu grec o romà: Júpiter, Mercuri, Esculapi, Mart, etc. Els objectius de les seves investigacions tenen el nom substituït per números: 51 per a l'objectiu, 52 per a la seva dona, etc., deshumanitzant encara més el procediment.

## Repartiment
- Françoise Béliard - Sylvie Mouriat
- Patrick Chesnais - Hadès
- Jenny Clève - Agent 747
- Jean Dautremay - Esculapi 3
- Gérard Dessalles - Brauchite
- Jean-Michel Dupuis - Agent Hécate 8446
- Sabine Glaser - Paméla
- Nathalie Juvet - Marguerite Marie
- Françoise Lugagne - Madame Auphal
- Christophe Malavoy - Agent 8956
- Claude Marcault - Liliane Auphal / 52
- François Marthouret - Dominique Auphal / 51
- Jean Martin - Vénus
- Claire Nadeau - The 9000 Friend
- Michel Aumont - Veu de Mart

## Premis
- Prix Méliès 1978
- César al millor guió original o adaptació 1979: Gilles Perrault
- César al millor muntatge 1979 : Raymonde Guyot
- Festival Internacional de Cinema de Sant Sebastià 1978: Conquilla de Plata a la millor direcció[3]